# Ivo Staš
Ivo Staš (* 10. února 1965, Ostrava) je bývalý československý fotbalista, obránce, reprezentant Československa.

## Fotbalová kariéra
Hrál za Baník Ostrava (do roku 1983, 1985 – 1990 a 1992), Duklu Praha (1983 – 1985), Aston Villa FC (1991 – 1992) a Petru Drnovice (1993 – 1995). V československé a české lize nastoupil celkem ve 194 utkáních a dal 19 gólů. Za československou reprezentaci nastoupil 29. 8. 1990 v přátelském utkání ve Finsku, které skončilo remízou 1:1.
Na konci podzimu 1990 přestoupil za 500 000 liber do Aston Villy, ale na prvním tréninku se zranil a za klub nastoupil pouze ve třech přípravných utkáních. Roku 1995 odešel jako trenér do USA, pak ještě krátce působil ve Vítkovicích, od svého návratu z USA pracuje v bezpečnostní agentuře. Jeho přestup je fanoušky Aston Villy vnímán jako jeden z nejméně podařených v klubové historii.

## Ligová bilance
| Ročník                                   | Zápasy | Góly | Klub              |
| ---------------------------------------- | ------ | ---- | ----------------- |
| 1. československá fotbalová liga 1982/83 | 1      | 0    | Baník Ostrava     |
| 1. československá fotbalová liga 1983/84 | 6      | 0    | Dukla Praha       |
| 1. československá fotbalová liga 1984/85 | 5      | 1    | Dukla Praha       |
| 1. československá fotbalová liga 1985/86 | 23     | 2    | Baník Ostrava     |
| 1. československá fotbalová liga 1986/87 | 23     | 3    | Baník Ostrava     |
| 1. československá fotbalová liga 1987/88 | 27     | 2    | Baník Ostrava     |
| 1. československá fotbalová liga 1988/89 | 30     | 6    | Baník Ostrava     |
| 1. československá fotbalová liga 1989/90 | 28     | 1    | Baník Ostrava     |
| 1. československá fotbalová liga 1990/91 | 10     | 0    | Baník Ostrava     |
| 1. československá fotbalová liga 1992/93 | 12     | 2    | FC Baník Ostrava  |
| 1. česká fotbalová liga 1993/94          | 25     | 2    | FC Petra Drnovice |
| 1. česká fotbalová liga 1994/95          | 4      | 0    | FC Petra Drnovice |
| CELKEM                                   | 194    | 19   |                   |